# Ovčarska lupljivka
Ovčarska lupljivka (znanstveno ime Suillus granulatus) je gliva iz rodu lupljivk (Suillus).

## Značilnosti
Klobuk ima premer od 4 do 10 cm in je najprej rjavo rdečkaste barve in sluzast, pri zrelih primerkih postane rumeno okrast in suh. Kožica je gladka, gola in se zlahka olupi. V mladosti je obokan z ostrim robom, zrel pa postane blazinaste oblike.
Trosovnice je sestavljena iz cevk, ki so najprej bledo rumene, nato oker, nazadnje pa rjavkasto rumene in so pritrjene na bet. Luknjice se z dozorevanjem razširijo. Izločajo bele kapljice mlečne tekočine, ki po sušenju pustijo rjava zrnca na luknjicah in vrhu stebla.
Bet je visok od 4 do 8 cm ima v premeru od 1 do 2 cm. Je valjast, poln in brez obročka. Površina je bledo rumena, pri zrelih gobah v dnišču rjavkasta, z rjavimi zrnci na vrhu, ki so posledica sušenja kapljic mlečne tekočine, ki se izloča na trosovnici.
Meso je belo do rumenkasto, v dnišču beta rjavkasto. Ima blag okus in prijeten vonj.

## Razširjenost in življenjski prostor
Je zelo razširjena po celotni severni polobli. Gobe rastejo od maja do novembra, na tleh, pod različnimi vrstami borov, s katerimi tvori mikorizo. Rada ima dobro osvetljena, peščena in travnata mesta na obronkih gozdov.

## Mikroskopske značilnosti
Trosni odtis je rumenkasto rjave barve. Trosi so vretenaste oblike, gladki in merijo 7–9 x 2,5–3,5 μm.

## Podobne vrste
- brezobročna lupljivka (Suillus collinitus) ima v dnišču rožnat micelij
- maslena lupljivka (Suillus luteus) ima na betu obroček
- prožna lupljivka (suillus bovinus) ima široke oglate luknjice, ki se rahlo spuščajo navzdol po betu
- peščena lupljivka (Suillus variegatus) ima na klobuku zrnat vzorec, ki spominja na pesek, njeno meso na zraku pomodri

## Uporabnost
Užitna in okusna. Pred pripravo je priporočljivo olupiti kožico klobuka. V redkih primerih so se pri nekaterih ljudeh pojavili prebavnih težav, ki so se kazali z bruhanjem in drisko, zato je priporočljivo, da se jih prvič preizkusi v majhni količini.
V raziskavi so ocenjevali sposobnost micelija ovčarske lupljivke in drugih ektomikoriznih gliv za postopek pridobivanja dragocenih kovin iz rud z uporabo mikroorganizmov. Ugotovljeno je bilo, da lahko iz lesnega pepela ekstrahira elemente v sledovih, kot so titan, kalcij, kalij, magnezij in svinec.